# Perigo Real e Imediato
Perigo Real e Imediato é um thriller escrito por Tom Clancy. Ele foi publicado originalmente em 1989 como parte da série de livros do Universo Jack Ryan. 

## Sinopse
Após ser promovido a diretor da CIA Jack Ryan bate de frente com a própria agência onde trabalha e o governo americano, ao discordar da validade de uma missão contra um cartel de drogas colombiano.